# Taeniochorista nigrita
Taeniochorista nigrita is een schorpioenvlieg uit de familie van de Choristidae. De wetenschappelijke naam van de soort is voor het eerst geldig gepubliceerd door Riek in 1973.
De soort komt voor in Australië.